# Matthijs Hage
Matthijs Hage (Den Haag, 19 april 1882 - Laren, 15 april 1961) was een Nederlandse schilder. Hij maakte kinderportretten, stillevens en landschappen.

## Biografie
Matthijs Hage was een leerling van de Rijks Academie te Amsterdam. Dit was gedurende de jaren 1904 tot en met 1910. Hij woonde en werkte in Den Haag, Amsterdam 1904 tot 1910. Vanaf het jaar 1911 woonde hij in Laren en sinds 1924 in Eemnes. Zijn atelier had hij aan de Goijersgracht Zuid, nabij de Witte Bergen. 

## Schilderstijl
Hij schilderde, tekende, etste portretten, stillevens en (heide)landschappen. 

## Activiteiten
Matthijs Hage was lid van de Vereniging van Beeldende Kunstenaars. Hij gaf ook les aan zijn broer H.A. Hage en aan J.F. Giltay.

## Zijn werken
- Gezadelde ezel
- Oogsten
- A cottage interior with figures
- Portrait of a Volendam girl
- Portrait of a woman holding child
- Hollandsche Klederdracht Zeeland: Zuid Beveland
- Katwijkse vissersvrouw

- Biografisch Portaal: 36946200
- RKD-Nederlands Instituut voor Kunstgeschiedenis: 35206